# Crvenokljuni labud
Crvenokljuni labud (Cygnus olor), zvan i grbavi labud, česta je ptica iz roda pravih labudova (Cygnus) rasprostranjena u cijeloj Euraziji.

## Osobine
Odrasli labudovi dugi su su između 125 i 170 cm, a raspon krila im je 200 – 240 cm. Visina na tlu može biti preko 1,2 m. Mužjaci su veći od ženki.
Crvenokljuni labudovi su među najtežim letećim pticama, mužjaci teže oko 12 kg, a ženke više od 9 kg; zabilježen je mužjak od skoro 23 kg.
Mladi ptići nisu sasvim bijele boje kao odrasli, a u prvoj godini života kljun im je crn umjesto narančast.
Gnijezde se na hrpama granja i lišća koja grade u plitkoj vodi uz rub ili na sredini jezera. Crvenokljuni labudovi su monogamni i koriste ponovo isto gnijezdo svake godine, popravljajući ga po potrebi. Mužjak i ženka se zajednički brinu za gnijezdo. Polažu 3 – 8 jaja odjednom, a ptići se izliježu nakon 35 dana.
Hrane se podvodnim raslinjem, koje dohvaćaju dugim vratovima. Ptice se često nalaze u kolonijama od preko 100 jedinki.

## Rasprostranjenost
Nalaze se u cijeloj Europi, u Rusiji na istok sve do Kamčatke, u Africi, a uvezeni su u Sjevernu Ameriku.
U Hrvatskoj su česti na jezerima u unutrašnjosti, a pojavljuju se na rijeci Krki i još nekim mjestima uz obalu Jadrana.
Ljeti u Hrvatskoj živi između 1000 i 2000 labudova, a zimi i nekoliko tisuća više. Crvenokljuni labud je u Hrvatskoj zaštićen i njegovo ubijanje, oštećivanje gnijezda, uništavanje jaja, ozljeđivanje i sl. novčano su kažnjiva djela.

## Galerija
- Ptići
- Mladi labud
- Crvenokljuni labud s raširenim krilima
- U gnijezdu
- Museum specimen - Denmark,

## Projekti Wikimedije
|  | Zajednički poslužitelj ima još gradiva o temi crvenokljuni labud |
|  | Wikivrste imaju podatke o taksonu crvenokljunom labudu           |

## Vanjske poveznice
- O labudovima  Arhivirana inačica izvorne stranice od 4. ožujka 2016. (Wayback Machine)